# Înscenarea de la Tămădău

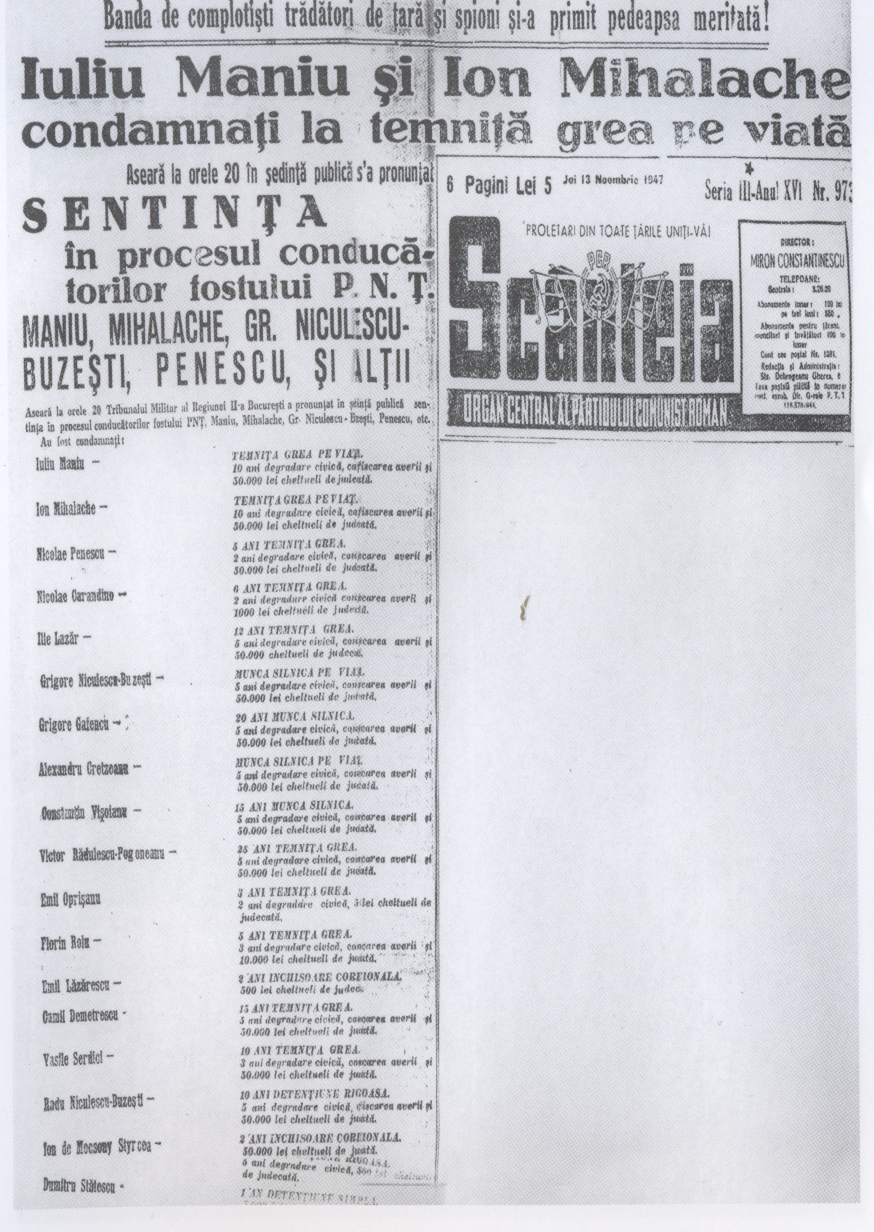
Sentința procesului liderilor PNȚ, publicată în ziarul Scânteia la 13 noiembrie 1947

Înscenarea de la Tămădău sau Afacerea Tămădău a fost un incident petrecut la 14 iulie 1947. Unui număr important de fruntași ai Partidului Național Țărănesc le-a fost oferită ocazia de a fugi în străinătate. La aerodromul din Tămădău însă, autoritățile comuniste i-au arestat pe fugari și i-au pus sub acuzare pentru „încercare de fugă într-o țară străină”.
Întreaga afacere a fost o provocare organizată de Partidul Comunist pentru a justifica desființarea PNȚ, lucru care s-a și întâmplat ulterior, în noiembrie 1947. Ca urmare a ”înscenării de la Tămădău” a fost organizat un proces-spectacol, după modelul sovietic, în care liderii național-țărăniști au fost judecați și condamnați la închisoare, pe perioade lungi (în mod normal, după cum relata N. Carandino, pentru încercarea ilegală de părăsire a țării pedepsele erau între 3 și 6 luni).
Printre fruntașii țărăniști arestați la Tămădău s-au numărat Iuliu Maniu, Ion Mihalache, Ilie Lazăr, Nicolae Carandino și alții.